# Halophila
Halophila Thouars è un genere di piante acquatiche della famiglia Hydrocharitaceae.

## Tassonomia
Il genere comprende le seguenti specie:
- Halophila australis Doty & B.C.Stone
- Halophila baillonis Asch. ex Dickie
- Halophila beccarii Asch.
- Halophila capricorni Larkum
- Halophila decipiens Ostenf.
- Halophila engelmannii Asch.
- Halophila hawaiiana Doty & B.C.Stone
- Halophila major (Zoll.) Miq.
- Halophila mikii J.Kuo
- Halophila minor (Zoll.) Hartog
- Halophila nipponica J.Kuo
- Halophila okinawensis J.Kuo
- Halophila ovalis (R.Br.) Hook.f.
- Halophila spinulosa (R.Br.) Asch.
- Halophila stipulacea (Forssk.) Asch.
- Halophila sulawesii J.Kuo
- Halophila tricostata M.Greenway